# Rome (Geórgia)
Rome é uma cidade do estado norte-americano da Geórgia. Segundo censo, em 2010, tinha 36 303 habitantes.